# 三笑亭可楽 (7代目)
7代目 三笑亭 可楽（さんしょうてい からく）は、落語家。江戸・上方に二人おり、上方は自称7代目。
- 江戸7代目三笑亭可楽 - 本項にて記述
- 上方7代目三笑亭可楽 - 後∶初代三遊亭圓若

7代目 三笑亭 可楽（さんしょうてい からく、1886年〈明治19年〉1月31日 - 1944年〈昭和19年〉4月12日）は、落語家。本名∶玉井 長之助。通称「玉井の可楽」。

## 経歴
1886年、東京京橋に産まれる。12歳で銀座の時計屋に奉公に出てその頃から天狗連に没頭する。
1907年ごろに2代目柳亭（のち談洲楼）燕枝に入門。燕福となる。1908年10月、柳亭燕玉と改名し、二つ目に昇進する。1911年1月、柳亭傳枝に改名。1914年2月、5代目桂才賀の名で真打となる。
1918年5月に桂文鶴となるが、同年12月春亭文枝に改名した。この時期「腕はしっかりしているが一般受けがしない」という評価を受け、心機一転のため1922年10月に5代目柳亭左楽門下で柳亭小左楽を名乗る。人気の高い左楽からのバックアップを狙ったもののあまり成功しなかった。1926年3月から10月まで滝亭鯉昇を名乗る。同年11月、7代目可楽を襲名した。
1935年3月から東宝名人会に招かれるがやはり芽が出なかった。1938年4月から安藤鶴夫らの呼びかけで「可楽を聴く会」を神田錦町にあった錦橋閣を会場に月例の形で約60回開き、一部から高評価を得る。
1944年、自宅で酔った勢いで階段から転落、背中を強打して逝去。享年58。墓所は台東区明順寺。

## 芸風・人物
ネタは尊敬していた3代目柳家小さん系のものを多く演じた。『粗惣長屋』『笠碁』『うどんや』『粗忽長屋』『睨み返し』『千早ふる』『御慶』『意地くらべ』『猫久』などがある。若い頃は芸風も3代目小さんにそっくりで、「小さんの影法師」とも評された。
俳句と風呂が趣味であり、落語家の句会の宗匠を務めるほどの腕前であった。